# Společenská škodlivost
Společenská škodlivost je materiální stránkou trestného činu, která musí být naplněna, aby o trestný čin skutečně šlo. Jako pojem českého trestního právu od roku 2010 nahradila dosavadní obsahově podobný pojem společenská nebezpečnost. 
Její právní úprava je obsažena v § 12 odst. 2 trestního zákoníku: „Trestní odpovědnost pachatele a trestněprávní důsledky s ní spojené lze uplatňovat jen v případech společensky škodlivých, ve kterých nepostačuje uplatnění odpovědnosti podle jiného právního předpisu.“ K nastoupení trestní odpovědnosti pachatele proto není jen nutné, aby jeho čin naplnil formální skutkovou podstatu některého trestného činu uvedeného ve zvláštní části trestního zákoníku, je také třeba, aby šlo o čin pro společnost nebezpečný a zároveň aby nestačilo reagovat podle jiného právního předpisu, zejména tedy podle zákona o přestupcích. Tato „nebezpečnost činu pro společnost“ tedy vyjadřuje zásadu subsidiarity trestní represe, protože je potřebné trestat prostředky trestního práva jen ty činy, které nejzávažněji porušují nebo ohrožují zájmy společnosti (princip „ultima ratio“).

## Druhy společenské škodlivosti
Společenskou škodlivost lze rozlišovat na:
- obecnou – spojuje daný trestný čin s konkrétní historickou, sociální a ekonomickou realitou dané společnosti, která se v průběhu doby vyvíjí
- typovou – odpovídá jednotlivým skupinám trestných činů, které jsou podle míry své škodlivosti roztříděny do jednotlivých hlav zvláštní části trestního zákoníku; pomocným kritériem je výše hranic trestní sazby
- konkrétní – je vyjádřena u každého konkrétního trestného činu, a to podle druhu a výše už uloženého trestu

Lze ji také rozlišovat z časového hlediska na aktuální, tedy v době, kdy se o trestném činu rozhoduje, a původní, takovou, jaká byla v době jeho spáchání.

## Posuzování společenské škodlivosti
Na rozdíl od dřívějšího pojmu společenské nebezpečnosti již není zákonem odstupňována („nepatrný stupeň“, „malý stupeň“), při jejím posuzování tak v každém konkrétním případě může působit jako vodítko ustanovení § 39 odst. 2 trestního zákoníku, podle nějž je třeba vzít do úvahy mj. význam trestním právem chráněného zájmu, okolnosti a způsob provedení činu, stejně jako jeho následky apod. Není to však zcela relevantní, protože společenská škodlivost se uplatňuje už ve stádiu posuzování viny, kdežto zmíněné ustanovení § 39 odst. 2 trestního zákoníku nastupuje až při stanovení druhu a výměry trestu.